# Campomanesia rufa
Campomanesia rufa é uma planta endêmica de Minas Gerais, no Brasil. Foi descrita por Niedenzu em 1986.

## Sinônimos
Lista de sinônimos segundo o Reflora:
- Basiônimo Abbevillea rufa O.Berg
- Heterotípico Abbevillea recurvata O.Berg
- Heterotípico Abbevillea regeliana O.Berg
- Heterotípico Campomanesia martiana O.Berg
- Heterotípico Campomanesia recurvata (O.Berg) Nied.

## Morfologia e Distribuição
Arbusto ou árvore nativos do Cerrado e Mata Atlântica de Minas Gerais. De casca fissurada com sulco delicado. Folhas entre 2.5 e 7.5 compr. (cm) mais da metade da folha, domácia ausente, base aguda, obtusa e arredondada, margem revoluta, pecíolo desenvolvido. Inflorescência axilar, tipo uniflora. Flor com sépalas triangulares, botão-floral aberto com 5 lobos, de 4-6 pétalas e bractéola persistentes até os frutos. Fruto de cor verde, imaturo, e amarelo, quando maduro.